# Cessna AT-17 Bobcat
Cessna AT-17 Bobcat – wielozadaniowy lekki samolot pięciomiejscowy, zaprojektowany w Stanach Zjednoczonych jako samolot treningowy, używany podczas II wojny światowej do szkolenia pilotów. Miał on wypełnić lukę pomiędzy jednosilnikowymi samolotami treningowymi a dwusilnikowymi samolotami bojowymi Do końca wojny wyprodukowano ponad 4600 tych samolotów. AT-17 był napędzany dwoma silnikami Jacobs R-755-9. Wersją komercyjną był Model T-50, w oparciu o który samolot Cessna AT-17 został zaprojektowany. Wersja pasażerska, oznaczana od 1943 jako Cessna UC-78, była w latach 1946-50 użytkowana przez PLL LOT w ilości 14 szt.